# Father of All Motherfuckers
Father of All Motherfuckers (также известный в цензурированном виде как Father of All...) — тринадцатый студийный альбом американской рок-группы Green Day, выпущенный 7 февраля 2020 года на лейбле Reprise Records.

## Содержание
По словам ведущего вокалиста коллектива Билли Джо Армстронга, альбом «душевный, глэмовый и является маниакальным гимном. Панки, уроды и каратели!». Он также заявил, что тексты песен посвящены «жизни и смерти вечеринки» и «образу жизни, при котором не паришься», и что  «задача альбома заключалась в том, чтобы сделать музыку Green Day более танцевальной». Подробнее об альбоме Армстронг сказал следующее:
«Там много депрессии, но с чувством юмора. Но также и о том, как мир сейчас устроен. Я думаю, мы живем во время полного и тотального хаоса — или мы всегда были такими, но теперь это перешло к Трампу. Так что альбом просто пытается отразить то, что происходит. И речь не о том, чтобы писать политические песни, а просто писать о том дерьме, которое вы видите каждый день».
Также он заявлял, что «решил оставить только 10 избранных [песен], было ощущение, что все песни говорят друг с другом, и это казалось правильным для нас здесь и сейчас. Мы писали этот альбом с желанием сделать что-то вроде старомодной рок-н-ролльной записи, которая проследит историю рок-н-ролла. Начиная с глэм-рока вроде T.Rex и Mott the Hoople, или Martha and the Vandellas, и заканчивая гаражным роком. Father of All… находится где-то между Принсом и MC5», а насчёт названия он говорил, что оно вообще ничего не значит, что всё это «для смеха».
Имеющий продолжительность в 26 минут и 16 секунд, Father of All Motherfuckers является самым коротким альбомом Green Day.

## Обложка
Обложка Father of All Motherfuckers представляет собой увеличенную обложку альбома American Idiot 2004 года с различными надписями поверх неё, такими как само название альбома на руке, красная надпись в виде названия группы в левой части и другие неясные надписи на заднем плане. Также на обложке присутствует единорог в серой футболке, который блюёт радугой на руку.
Джеймс Корден в своём «The Late Late Show with James Corden» попросил рассказать о единороге на обложке Билли Джо, на что тот ответил:
«...на самом деле, это была шутка. Я подумал: «Давайте назовём альбом American Idiot Part Two, как будто мы смеялись над этим. Итак, я нарисовал Father of All Motherfuckers на ней [на обложке American Idiot]. И мне потом сказали, что не будет способа зацензурить и бла-бла-бла, ну и тогда я нарисовал там единорога»

## Синглы и продвижение
Первый сингл и заглавный трек альбома «Father of All...» был выпущен 10 сентября 2019 года. Видеоклип на композицию вышел 19 сентября того же года. Второй сингл «Fire, Ready, Aim» был выпущен 9 октября как официальная вступительная песня для Национальной хоккейной лиги и телевизионных трансляций NBCSN Wednesday Night Hockey. По совпадению, NBCSN также использует «Father of All…», обычно слышимый во время основных моментов предыдущих игр для двух команд, играющих в хоккей в среду вечером.
Третий сингл альбома «Oh Yeah!» Был выпущен 16 января 2020 года вместе с музыкальным видео. Песня берёт своё название с обложки Джоан Джетт «Do You Wanna Touch Me», первоначально спетой Гари Глиттером. Признавая историю и обвинения последнего в сексуальном насилии, группа упомянула, что они пожертвуют свои гонорары от продаж «Oh Yeah!» Международной сети юстиции и Национальной сети по изнасилованию, насилию и инцесту.
Одновременно с выпуском альбома на цифровых платформах был выпущен четвертый сингл «Meet Me On The Roof» с музыкальным клипом.
Для продвижения альбома группа собирается отправиться в тур Hella Mega в марте 2020 года с Fall Out Boy, Weezer и The Interrupters.

## Отзывы
| Совокупная оценка    | Совокупная оценка |
| Источник             | Оценка            |
| -------------------- | ----------------- |
| AnyDecentMusic?      | 6.1/10            |
| Metacritic           | 70/100            |
| Оценки критиков      |                   |
| Источник             | Оценка            |
| AllMusic             | [ 25 ]            |
| Clash                | 7/10              |
| DIY                  | [ 27 ]            |
| Entertainment Weekly | C−                |
| The Independent      | [ 29 ]            |
| Kerrang!             | [ 30 ]            |
| Pitchfork            | 6.7/10            |
| PopMatters           | [ 32 ]            |
| Rolling Stone        | [ 33 ]            |
| The Telegraph        | [ 34 ]            |
| NME                  | [ 35 ]            |

Father of All Motherfuckers получил в целом положительные отзывы от критиков. В Metacritic альбом имеет средний балл 70 из 100, что указывает на «в целом благоприятные рецензии» на основе 19 рецензий. Журнал Kerrang! оценил альбом на четыре из пяти звёзд, заявив: «Father of All Motherfuckers — это ещё один признак группы, которая всегда делала всё по-своему, отказываясь делать то, что от них ожидают. И это отличный альбом от начала до конца!».В своём положительном обзоре журнал Q пишет: «По самой своей природе, Father of All… незначителен по сравнению с огромным опусом, таким как 21st Century Breakdown в 2009 году, но почти невозможно выйти из его скорострельного почти получаса без улыбки на лице».
В своей профессиональной рецензии на альбом, Фред Томас из AllMusic, поставивший ему 3.5 из 5, пишет: «С их 13-м студийным альбомом, «Father of All...», трио принимает агрессивный поворот в высокоэнергетический глэм-панк с самыми танцевальными песнями, которые они выпустили за 30 с лишним лет» и в конце добавил, что «хотя альбом не имеет особо запоминающихся песен, его дикие глэм-эксперименты и напряжённые выступления показывают, что группа всё ещё ищет новые острые ощущения даже десятилетия спустя».
Джон Долан из журнала Rolling Stone поставил Father of All Motherfuckers 4 из 5 звёзд.

«...на этот раз, если вы ожидаете, что группа угостит нас болью и раскрасит ещё один кроваво-красный Роршах на Монументе Вашингтона или скажет, за кого голосовать в школе Нью-Гэмпшира, то вам придётся получить этот совет от Пола Кругмана, Бона Айвера или кого-то ещё. Если вы просто ищете несколько броских поп-панк-рок-н-ролльных мелодий, они написали 10 из них, и большинство из них действительно хороши», — пишет Долан в своей рецензии.
Оригинальный текст (англ.)...if you’re expecting the band to cater to our pain and spray-paint another blood-red Rorschach on the Washington Monument or tell you who to vote for in the New Hampshire primary, well, you’re going to have to get that advice from Paul Krugman or Bon Iver or whoever. If you’re just looking for some catchy pop-punk rock & roll tunes, they’ve written 10 of those, and most of them are real good.

Но среди достаточно большого количества положительных отзывов, существуют и спорные, не особо радужные рецензии, как, например, у британского интернет-издания The Independent, которое поставило альбому 2 звезды из 5, заявив, что «Нельзя отрицать, что Father of All… обладает необузданной, бешеной энергией, но его атака прямого удара ритм-аккордов и хлопков в ладоши происходит за счёт экспериментов и интереса». Также Кристофер Вайнгартен из Entertainment Weekly дал альбому не особо благоприятную оценку C-, сказав: «В лучшем случае [Father of All…] может быть той танцевальной вечеринкой, которая нам нужна, но это не та, которую мы хотим».

## Коммерческий успех
Father of All Motherfuckers дебютировал под номером четыре в американском чарте Billboard 200 с 48 000 альбомо-эквивалентных единиц, которые включают в себя 42 000 продаж альбомов в чистом виде.

## Список композиций
| №  | Название                   | Перевод                       | Длительность |
| -- | -------------------------- | ----------------------------- | ------------ |
| 1  | «Father of All…»           | Отец всех...                  | 2:31         |
| 2  | «Fire, Ready, Aim»         | Пли, готовьсь, цельсь         | 1:52         |
| 3  | «Oh Yeah!»                 | О да!                         | 2:51         |
| 4  | «Meet Me on the Roof»      | Встреть меня на крыше         | 2:39         |
| 5  | «I Was a Teenage Teenager» | Я был подростковым подростком | 3:44         |
| 6  | «Stab You in the Heart»    | Ударить тебя в сердце         | 2:10         |
| 7  | «Sugar Youth»              | Сахарная молодость            | 1:54         |
| 8  | «Junkies on a High»        | Обкуренные наркоманы          | 3:06         |
| 9  | «Take the Money and Crawl» | Возьми деньги и уползи        | 2:09         |
| 10 | «Graffitia»                | Граффити                      | 3:17         |

Общая длительность: 26:16.
| №   | Название                          | Длительность |
| --- | --------------------------------- | ------------ |
| 11. | «Bang Bang» (Live from The Wisky) |              |

## Участники записи

### Green day
- Билли Джо Армстронг — основной вокал, гитара.
- Майк Дёрнт — бас-гитара, бэк-вокал.
- Тре Кул — барабаны.

### Продакшн
- Крис Дуган — продюсирование
- Бутч Уокер — продюсирование

## Чарты
| Чарт (2020)                         | Высшая позиция |
| ----------------------------------- | -------------- |
| Australian Albums (ARIA)            | 1              |
| Австрия (Ö3 Austria)                | 2              |
| Бельгия/Фландрия (Ultratop)         | 11             |
| Бельгия/Валлония (Ultratop)         | 7              |
| Канада (Canadian Albums Chart)      | 6              |
| Чехия (ČNS IFPI)                    | 59             |
| Нидерланды (Album Top 100)          | 15             |
| Финляндия (Suomen virallinen lista) | 14             |
| French Albums (SNEP)                | 34             |
| Германия (Offizielle Top 100)       | 2              |
| Венгрия (MAHASZ)                    | 2              |
| Ирландия (Irish Albums Chart)       | 4              |
| Italian Albums (FIMI)               | 9              |
| Япония (Oricon)                     | 9              |
| New Zealand Albums (RMNZ)           | 5              |
| Норвегия (VG-lista)                 | 12             |
| Польша (ZPAV)                       | 28             |
| Португалия (AFP)                    | 3              |
| Шотландия (Scottish Albums Chart)   | 1              |
| Spanish Albums (PROMUSICAE)         | 7              |
| Swedish Albums (Sverigetopplistan)  | 19             |
| Швейцария (Schweizer Hitparade)     | 1              |
| Великобритания (UK Albums Chart)    | 1              |
| US Billboard 200                    | 4              |
| США (Billboard Top Rock Albums)     | 1              |
| US Rolling Stone Top 200            | 6              |